# Верх-Урюмский сельсовет
Верх-Урюмский сельсовет — сельское поселение в Здвинском районе Новосибирской области Российской Федерации.
Административный центр — село Верх-Урюм.

## История
Статус и границы сельского поселения установлены Законом Новосибирской области от 2 июня 2004 года № 200-ОЗ «О статусе и границах муниципальных образований Новосибирской области»

## Население
| 1985  | 1987  | 2002  | 2004 | 2005 | 2006 | 2007  |
| ----- | ----- | ----- | ---- | ---- | ---- | ----- |
| 1571  | ↘1467 | ↘1058 | ↘978 | ↘911 | ↘901 | ↗1007 |
| 2008  | 2009  | 2010  | 2012 | 2013 | 2014 | 2015  |
| ↘1004 | ↘989  | ↘862  | ↗871 | ↘862 | ↘843 | ↘829  |
| 2016  | 2017  | 2018  | 2019 | 2020 | 2021 |       |
| ↘807  | ↗808  | ↘781  | ↘766 | ↘742 | ↘712 |       |

## Состав сельского поселения
| № | Населённый пункт | Тип населённого пункта       | Население |
| - | ---------------- | ---------------------------- | --------- |
| 1 | Алексотово       | деревня                      | ↘53       |
| 2 | Верх-Урюм        | село, административный центр | ↘805      |
| 3 | Новогорносталево | село                         | ↘4        |